# Schistura mobbsi
Cá mù ẩn mốp si, tên khoa học Schistura mobbsi, là một loài cá Cypriniformes họ Nemacheilidae được Maurice Kottelat và Craig Leisher phát hiện ra ở hang Phượng Hoàng xã Phú Thượng, huyện Võ Nhai, tỉnh Thái Nguyên, Việt Nam năm 2002, công bố trên tạp chí "Ichthyological Exploration of Freshwaters" số tháng 11 năm 2012.

## Phát hiện và đặt tên
Tên loài được đặt theo tên Jerry Mobbs, bạn của Leisher.